# Los Zetas
Los Zetas var ett mexikanskt brottssyndikat som utförde olika sorters brott som attentat, kidnappningar, koppleri, korruption, mord, narkotikasmuggling, organhandel, penningtvätt, stöld, människo- och vapenhandel. De hade närvaro i Centralamerika, Nordamerika och Sydamerika. Den amerikanska federala regeringen har beskrivit brottssyndikatet som att den var det mest teknisk avancerade och sofistikerade men också den mest hänsynslösa och farligaste drogkartellen i Mexiko. Andra har beskrivit Los Zetas som om de vore en gerilla istället för en traditionell drogkartell, något som Los Zetas själva motsatte sig att bli beskrivna som. Syndikatet hade sitt säte i Nuevo Laredo i Tamaulipas. De var en av huvudaktörerna i det mexikanska narkotikakriget där de kämpade på två fronter, ena mot sin värsta konkurrent Cártel de Sinaloa om marknaden och den andra mot den mexikanska federala regeringen om sin existens.

## Historik
Det hela började 1996 när grundaren och ledaren till Cártel del Golfo, Juan García Ábrego blev arresterad och utlämnad till USA, det uppstod då ett maktvakuum inom brottssyndikatet. 1997 tog Salvador "El Chava" Gómez Herrera och Osiel Cárdenas Guillén över ledarskapet och de interna stridigheterna upphörde. De två ledde brottssyndikatet framgångsrikt, dock hade Cárdenas Guillén svårt med Gómez Herreras excentriska och manipulativa personlighet. 1998 beordrade han Arturo Guzmán Decena att mörda Gómez Herrera, vilket han också gjorde. Cárdenas Guillén blev ensam ledare för Cártel del Golfo och mordet visade att Guzmán Decena var en man som Cárdenas Guillén kunde lita på. 
1999 grundade de två en paramilitär med namnet Los Zetas, där ett 30-tal militärer rekryterades från Guzmán Decenas gamla förband. De var initialt en personlig livvaktsstyrka åt Cárdenas Guillén men de blev med tiden en allt viktigare komponent och verktyg för honom att sätta in när svåra situationer skulle lösas  och där Cártel del Golfo inte ville bli förknippade. Efter att Guzmán Decena sköts till döds av mexikanska militärstyrkor 2002 och Cárdenas Guillén arresterades 2003 och utlämnades till USA 2007, började man bli mer av ett problem för Cártel del Golfo och dess ledning eftersom de hade svårt att tygla Los Zetas. Ledarskapet inom Los Zetas insåg i mitten av 2000-talet att man hade växt om sin arbetsgivare i bland annat intäkter och antalet medlemmar. I februari 2010 bröt man sig loss från Cártel del Golfo och förklarade krig mot dem. Efter att de blev självständiga, gjorde de sig kända för sina bestialiska, sadistiska och brutala tillvägagångssätt att skrämma och eliminera individer som till exempel medlemmar från konkurrerande brottssyndikat, journalister och poliser som inte gjorde som Los Zetas ville. Det var också turbulent i toppskicket, där många av originalmedlemmarna och ledarna hade dött eller satt på långa fängelsestraff. I december 2016 blev det så spänt inom brottssyndikatet, efter en längre tids interna stridigheter, att en gruppering vid namn Vieja Escuela Z alternativt Zetas Vieja Escuela och dess underorganisation Grupo Bravo, bröt sig loss och bildade eget brottssyndikat. Någon gång under 2018 började delar av brottssyndikatet verka under namnet Cártel del Noreste.